# Nová synagoga v Milevsku
Nová synagoga v Milevsku je synagoga stojící v Sokolovské ulici č. p. 209 v Milevsku, okres Písek. Byla vystavěna v roce 1914 a vysvěcená o pět let později v roce 1919. Od roku 1950 budova slouží jako modlitebna Církve československé husitské. Objekt je chráněn jako kulturní památka.

## Historie
Synagoga byla postavena v době první světové války v letech 1914–1919 jako náhrada za starou synagogu, která přestala dostačovat.
Jedná se o dílo pražského architekta Františka Střílky a Oldřicha Tyla, předního architekta období českého kubismu.
Bohoslužby se v synagoze konaly až do druhé světové války, během okupace její prostory sloužily jako sklad sušeného mléka a obalů. Válka zapříčinila zánik židovské obce a od roku 1950 budova slouží Církvi československé husitské.

## Popis

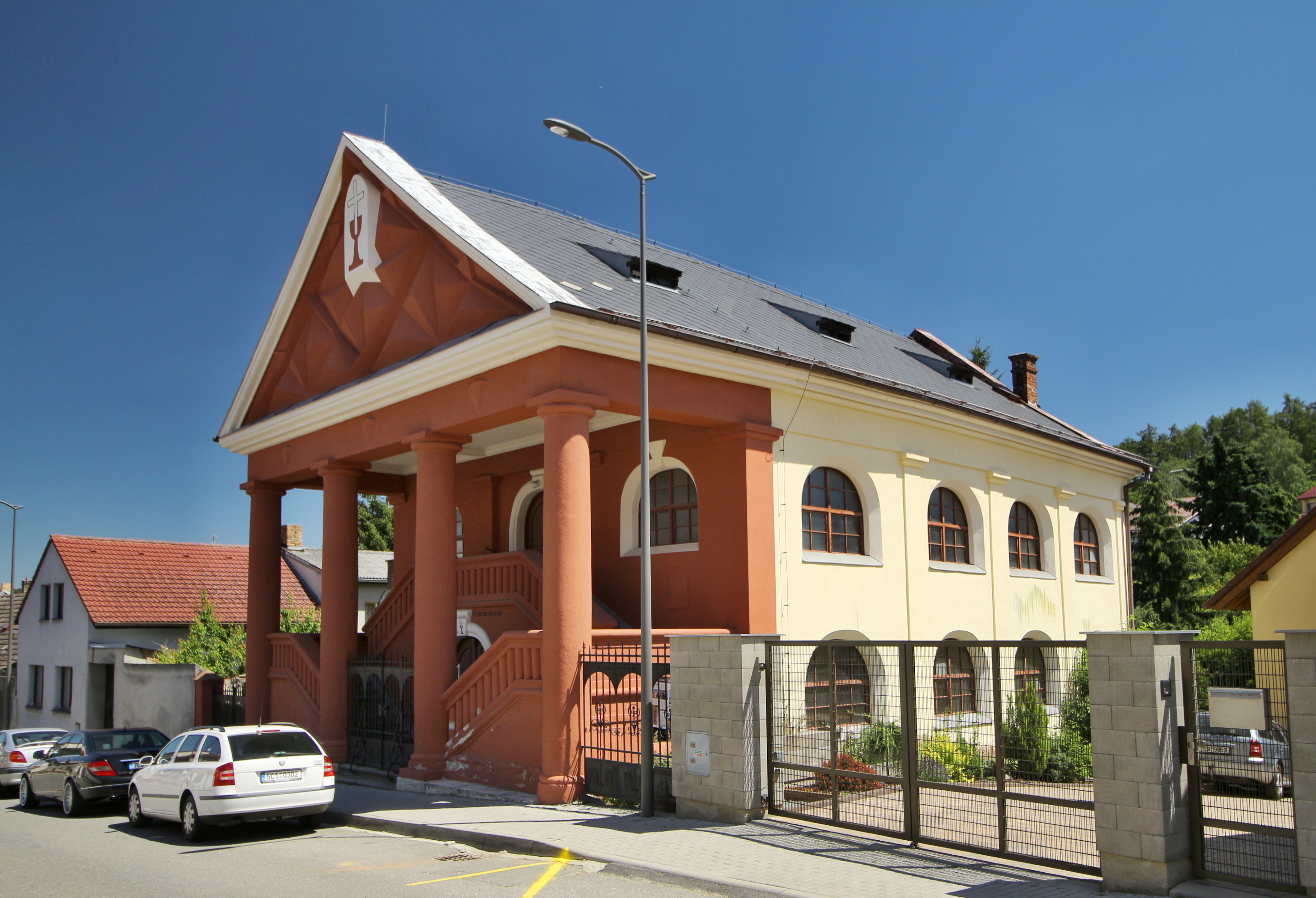

Stavba má čtyři nosné sloupy, výrazné průčelí v kubistickém stylu, dvojité schodiště vedoucí k balkonu nad vchodem. V interiéru se zachovala čelní stěna se svatostánkem – schránkou na Tóru a symboly Desatera, a dále ženská galerie podepřená kamennými sloupy.

V roce 1997 byly na synagogu umístěny dvě pamětní desky připomínající genocidu Židů za druhé světové války. Na první desce je v hebrejštině a češtině tento nápis: 
| „ | Tato budova byla před 2. světovou válkou synagogou Židovské obce v Milevsku. V letech 1939 - 1945 byli téměř všichni její členové, ženy, muži i děti, povražděni nacisty. Tuto desku věnuje město Milevsko památce židovských spoluobčanů. | “ |

 Druhá deska nese jména devadesáti židovských obětí nacismu z Milevska a okolí.